# Peter Scharmach
Peter Scharmach (Remscheid, 31 mei 1964) is een autocoureur die zowel de Duitse als de Nieuw-Zeelandse nationaliteit heeft.

## Carrière
Scharmach begon zijn carrière in de rallysport in de jaren 80. In de jaren 90 reed hij in enkele kampioenschappen in de touring cars in Duitsland en Nieuw-Zeeland, waaronder de Deutsche Tourenwagen Challenge.
Tussen 2000 en 2005 nam Scharmach deel aan verschillende kampioenschappen als de Renault Eurocup, de Porsche Supercup en de Duitse Seat Leon Supercopa. In 2005 nam hij deel aan de seizoensfinale van het World Touring Car Championship op het Circuito da Guia voor het team Engstler Motorsport in een BMW 320i. In de eerste race eindigde hij als zestiende, maar in de tweede race kwam hij niet aan de finish.
In het seizoen 2006-2007 eindigde Scharmach als derde in de Nieuw-Zeelandse Mini Challenge en nam het jaar daarop ook deel aan het Duitse kampioenschap. Hij eindigde als vierde in de 24 uur van de Nürburgring in 2007. In 2008 reed hij in de Peugeot THP Spider Cup en in 2009 in de ADAC GT Masters.